# Pingblax rufescens
Pingblax rufescens är en skalbaggsart som beskrevs av Komiya och Alain Drumont 2001. Pingblax rufescens ingår i släktet Pingblax och familjen långhorningar. Inga underarter finns listade i Catalogue of Life.